# Мария Люксембургска
Мария Люксембургска (на френски: Marie de Luxembourg) е втората съпруга на френския крал Шарл IV и кралица на Франция от 1322 до 1324 г.

## Произход
Родена е в 1305 г. Дъщеря е на император Хайнрих VII Люксембургски и на Маргарета Брабантска, дъщеря на Йохан I, херцог на Брабант. Сестра е на Ян Люксембургски, крал на Бохемия (1311 – 1346), и на Беатрикс, съпруга на унгарския крал Карл Роберт Анжуйски.

## Кралица на Франция
На 21 септември 1322 г. в Провен, Шампан, Мария се омъжва за френския крал Шарл IV Хубави, граф на Шампан, крал на Навара, след анулирането на първия му брак с Бланш Бургундска на 19 май 1322 г. от папа Йоан XXII.
През 1323 г. Мария ражда дъщеря, Маргéрите (*/† 1323). Тя е отново бременна и при връщане на кралската фамилия от Тулуза, по пътя в Исудюн подът на каретата пропада и кралицата пада на пътя. Тя е заведена в Исудюн, Ендър, където ражда преждевременно един син – Луи, който живее само няколко часа. Мария умира от нараняванията си на 26 март 1324 г. само на 19 години. След два дни е погребана в абатство в Монтаржи в присъствие на брат си Ян Люксембургски (Слепия). Говори се за отравяне, спрягат определени имена, но открито никого не обвиняват. Вероятно смъртта е естествена.
След смъртта на Мария, Шарл IV († 1328) се жени на 5 юли 1324 г. за първата си братовчедка Жана д'Еврьо.